# Werner-von-Siemens-Gymnasium Weißenburg
Das Werner-von-Siemens-Gymnasium (kurz wvsgym) ist eine weiterführende Schule in Weißenburg in Bayern. Es ist das einzige Gymnasium der Stadt, das größte der drei Gymnasien im Landkreis Weißenburg-Gunzenhausen und insgesamt die zweitgrößte Schule im Landkreis. Die Schule hatte im Schuljahr 2018/2019 circa 1000 Schüler. Sie ist aus der Weißenburger Lateinschule hervorgegangen und war im 19. Jahrhundert zeitweise eine Realschule mit Progymnasium. Die gymnasiale Oberstufe der Senefelder-Schule in Treuchtlingen ist im Rahmen einer Kooperation organisatorisch dem Werner-von-Siemens-Gymnasium zugeordnet.

## Lage
Das Schulgebäude befindet sich im Schulzentrum südöstlich der Weißenburger Altstadt und unterhalb der Ludwigshöhe, unweit der Bundesstraße 2. In direkter Nachbarschaft liegen mehrere Sportanlagen und Gebäude weiterer Schularten, darunter die Staatliche Realschule Weißenburg. Die postalische Adresse lautet An der Hagenau 24.

## Geschichte
Die Vorgängerin war die 1337 erstmals erwähnte Lateinschule der Stadt, die nach der Reformation eine Blütezeit erlebte. Anfang des 19. Jahrhunderts zog sie in das neu errichtete Gebäude Martin-Luther-Platz 7 um. Kurz darauf wurde die Schule zur Supplementär-Studienschule zurückgestuft, weshalb die Absolventen mit ihrem Abschluss keine Hochschulreife erlangten. Später wurde sie zu einer Realschule mit Progymnasium kombiniert. Erst 1932 wurde die Schule wieder zu einer Oberstufenschule heraufgestuft.
1970 wurde mit dem Bau des ersten Bauabschnittes (der Mittelteil) des heutigen Schulgebäudes begonnen, 1972 folgte der Umzug dorthin. Vorher hatte sich die Schule im Gebäude der heutigen Fachoberschule Wildbadstraße 19 befunden, ein Teil auch im Progymnasium am Nordring 33. Aus Platzgründen wurde jedoch ein Teil des Unterrichtes weiterhin im Progymnasium gehalten. Im gleichen Jahr wurde die Schule nach dem Elektrotechniker Werner von Siemens (1816–1892) benannt. Mit Beginn des Schuljahres 1977/78 wurde der zweite Bauabschnitt des Neubaus (östlicher und westlicher Anbau) eingeweiht, seitdem findet dort sämtlicher Unterricht statt. 2006 und 2007 wurde südlich ein Mensagebäude errichtet, das auch für Veranstaltungen und zum Aufenthalt dient. In den 2010er Jahren wurde im Westen ein weiterer Anbau an das Schulgebäude erstellt, für den ein Teil des Pausenhofes weichen musste.

## Persönlichkeiten

### Personal
- Wilhelm Jacob van Bebber (1841–1909), Rektor ab 1875
- Siegmund Günther (1848–1923), Geograph, Mathematiker und von 1872 bis 1873 Lehrer an der Schule
- Karl Gareis (1889–1921), Politiker der USPD in der Weimarer Republik, ab 1918 Lehrer an der Schule
- Heinrich Wilhelm Mangold (1908–2003), Maler und Heimatpfleger, Oberstudienrat von 1954 bis 1970
- Josef Lidl (1911–1999), Heimatforscher und Lehrer an der Schule von 1947 bis 1976
- Otto Lehovec (1917–1982), Autor und von 1945 bis 1981 Lehrer an der Schule, ab 1976 deren Direktor
- Sieghard Rost (1921–2017), Politiker der CSU und Lehrer an der Schule
- Friedrich Eigler (1940–2025), Autor und Hochschullehrer, ab 1968 am Gymnasium tätig
- Rainer Messerer (* 1943), Politiker (SPD); von 1969 bis 1978 sowie von 1989 bis zu seiner Pensionierung Lehrer an der Schule[6]
- Elisabeth Schinagl (* 1961), Philologin und Schriftstellerin, bis Februar 2009 Fachbetreuerin für Latein

### Ehemalige Schüler
- Julius Miedel (1863–1940), Lehrer, Stadtarchivar, Historiker und Memminger Ehrenbürger
- Hermann Gutmann (1907–1987), Industrieller
- Klaus Loeffler (1929–2010), Tierarzt und Hochschullehrer
- Martin Mayer (1931–2022), Bildhauer, Grafiker und Zeichner[7]
- Helmut Kurt Weber (* 1933), Wirtschaftswissenschaftler und Hochschullehrer
- John M. Shalikashvili (1936–2011), General der US Army[8]
- Rainer Leng (* 1966), Mittelalterhistoriker
- Uwe Ritzer (* 1965), Journalist
- Peter Reichl (* 1967), Informatiker
- Daniel Burger (* 1971), Historiker
- Ben Schwarz (* 1976), Politiker
- Wolfgang Heindel (* 1980), Kampfsportler
- Timo Leibig (* 1985), Schriftsteller
- Julian Felix (* 1992), Schauspieler